# Cynandra
Cynandra es un género de Lepidoptera de la familia Nymphalidae, subfamilia Limenitidinae, tribu Adoliadini. Cuenta con 1 especie, Cynandra opis(Drury, 1773)
, y dos subespecies, reconocidas científicamente.

## Subespecies
- Cynandra opis opis
- Cynandra opis bernardii (Lagnel, 1967)

## Localización
Esta especie y subespecies de Lepidoptera se encuentran distribuidas en Sierra Leona, Uganda y Angola (África). 